# Dolorosa (banda)
Dolorosa es un grupo  español de  música pop originario de la ciudad de Granada, activo desde 2013, y formado por Natalia Muñoz, Raúl Bernal (Murcia, 1981), Antonio Lomas, Fran Ocete (Almería, 1989), Chesco Ruiz (Granada, 1989) y Carlos Marqués (Almería, 1983).

## Historia

### Comienzos
Dolorosa surgió como un proyecto de Raúl Bernal —músico con una amplia experiencia en las formaciones de  Lapido, Quique González,  Loquillo, Sr. Chinarro, Estévez, Luis Arronte o Brío Afín—, al que se unió como cantante Natalia Muñoz. Raúl le propuso en el año 2013 que grabara unos coros para un homenaje que hizo al disco Songs of Leonard Cohen. «Necesitaba esos coros para mi pequeño homenaje, así que llamé a Natalia. Natalia y yo nos conocemos desde el año 2004 o 2005, somos amigos desde entonces prácticamente. Ella llegó a casa y le dije: ¿Puedes hacer los coros de “So Long, Marianne”?; y los hizo. Me encantó como quedo todo.»  En ese disco, Natalia Muñoz cantó dos canciones con Raúl. El resultado de esa unión de voces les pareció tan bonito que inmediatamente Raúl empezó a escribir canciones para que fueran cantadas por ella. Unos días después Raúl le mandó a Natalia la primera de las canciones de Dolorosa, Risparmiando Tempo. Al cabo de unas semanas ya tenía seis, las seis que componen el primer EP.
Después se sumó Antonio Lomas ( Lapido, Lagartija Nick, Lori Meyers, Tarik y la fábrica de colores, Grupo de Expertos Solynieve, The Mirindas, Pájaro) para grabar las baterías de la primera maqueta y poco a poco el resto de la banda, Fran Ocete (Brío Afín) a la guitarra acústica, Chesco Ruiz (Brío Afin, Estévez) al bajo y más adelante —diciembre de 2017— Carlos Marqués a los teclados.
Sobre el nombre de la banda, en palabras de Raúl y Natalia «viene de una noche reunidos, allí en el barrio, tomando una cerveza, intentando poner un nombre al colectivo, y teníamos claro que tuviera un halo femenino, como es obvio, y nos pareció un nombre bonito, un poco ambiguo [...] y además todo el mundo se acuerda del nombre». Según Natalia «queríamos un nombre que tuviera un componente femenino; es una palabra sonora y bonita de escribir, además de todos los referentes culturales que conlleva; barajamos la idea de llamarnos “La Dolorosa” pero el peso recaía demasiado en mí y somos una banda. “Dolorosa” nos permitía jugar con la ambigüedad, puede evocar muchas cosas; pero lo más importante es que nadie se olvida del nombre, eso es porque es un buen nombre».
El 15 de abril de 2014 presentaron su primera maqueta, Dolorosa, editada por Bartlevy Records, con 6 temas. En mayo de 2014 fueron semifinalistas del Proyecto Demo, organizado por Radio 3 y el Festival Internacional de Benicasim, entre más de 800 bandas, repitiendo en 2015. Dieron sus dos primeros conciertos el 3 y el 4 de julio de 2014 en el Ruido Rosa, un bar de Granada donde Natalia había trabajado durante varios años. En diciembre de 2014 fueron seleccionados como uno de los diez mejores grupos sureños según MondoSonoro y su primer EP fue uno de los mejores discos de 2014 según RockSumergido. En 2015 quedaron semifinalistas en el concurso Nuevos Talentos del Festival Ojeando. En octubre de 2015 ganaron junto a la banda gaditana Holögrama el Certamen Desencaja 2015 de la Junta de Andalucía.
Entre 2014 y 2016 ofrecieron varios conciertos: en el Centro José Guerrero de Granada (26/09/2014), la Monkey Week en El Puerto de Santa María (10/10/2015), la Sala El Tren de Granada (26/11/2015), Discos Marcapasos en Granada (16/04/2016), el Café Julián de Salobreña (29/04/2016), El Pelícano MúsiCafé de Cádiz (17/06/2016), la Corrala de Santiago en Granada (09/07/2016) y el Automático Music Bar en Córdoba (17/11/2016), entre otros.

### Primer LP
El 6 de febrero de 2017 publicaron su primer disco de larga duración, Que el mañana sea bueno, editado por Wild Punk, con 11 temas. El disco fue grabado y mezclado en Producciones Peligrosas en julio de 2015 en Los Tablones (La Alpujarra) por José Antonio Sánchez (JASS) y masterizado por Marcos Muñiz en Love Thy Neighbour Labs (Monachil). El primer sencillo, Dominar el tiempo, se presentó el 23 de enero de 2017. El videoclip de este sencillo, dirigido por Fede Canal Santiagelli, Fabián García y Assiah Alcázar, se estrenó el 16 de marzo de 2017.
El 23 de febrero de 2017 presentaron el disco en el Teatro Alhambra de Granada. A este concierto siguieron otros, como el de discos Radio City en Madrid (02/03/2017), Molar en Madrid (03/03/2017), Mercado Diseño en Madrid (01/04/2017), Los Cuatro Gatos en Córdoba (08/04/2017), el Relente Fest en Mondújar-Lecrín (15/07/2017), el VIII Festival  Sierra Nevada Por Todo lo Alto (19/08/2017), el B-Side Festival de Molina de Segura (09/09/2017), el Espacio  Alhambra de Granada (22/09/2017), el dELUXE Pop Club de Valencia (20/10/2017), la Sala Euterpe de Alicante (21/10/2017), el bar Amapola en Córdoba (09/11/2017), el Fotomatón Bar —donde tuvieron la oportunidad de conocer en persona a Jorge Riechmann— en Madrid (10/11/2017), o el Frida's Bar de Alfaro (11/11/2017). Además de los temas del primer LP y la maqueta, en algunos conciertos tocaron Mi Ciudad de  Cecilia. El último tema del álbum, Canción protesta, cuya letra se compuso a partir de los textos de las pancartas de las manifestaciones, suele ser el elegido para despedir sus conciertos.
El 3 de mayo de 2017 grabaron un mini concierto para Los Conciertos de Radio 3 que fue emitido el 29 de mayo de 2017. El 21 de junio de 2017 se emitió en Andalucía TV un mini concierto en el programa Al Sur Conciertos. La Sala Circular. En diciembre de 2017 la web de música indie El perfil de la tostada eligió a Dolorosa Mejor Artista Revelación Nacional 2017
.
El 15 de enero de 2018 publicaron Lo que queda de mundo, (Wild Punk) un EP que complementa al primer LP, con 4 canciones grabadas durante las sesiones de Que el mañana sea bueno. En este EP adaptaron un poema de Jorge Riechmann en El capitalismo. El 10 de febrero de 2018 presentaron las nuevas canciones en un concierto acústico en Jaén. El 24 de marzo de 2018 cerraron la gira acústica en la Corrala de Santiago en Granada.

### Segundo LP
El 5 de septiembre de 2018, pasados unos meses tras el lanzamiento del EP Lo que queda de mundo, presentaron Pasar la tarde, un adelanto de su nuevo disco. El 5 de octubre de 2018 publicaron el LP Un gran presentimiento, (Wild Punk) con 10 temas. El disco fue grabado en la última semana de marzo y la primera semana de abril de 2018 en los estudios Producciones Peligrosas, El Alba y Bartlevy Studio. Fue definido por ellos mismos como «más maduro, más banda, más “serio”, mucho más elaborado en cuanto a producción y arreglos», y calificado por la crítica como más intimo y con menos reivindicación política, y en el que los teclados destacan sobre las guitarras. El vídeo oficial del primer sencillo, Pasar la tarde, se presentó el 26 de septiembre de 2018; fue grabado en Jardines de Gomérez, una casa palaciega ubicada en la Cuesta de Gomérez, junto a Plaza Nueva (Granada), a las faldas de la Alhambra, lugar que fue elegido también para la presentación del disco. El 20 de octubre de 2018 publicaron el segundo sencillo y el videoclip Yo no tengo nada.
Sobre el proceso de composición, en palabras de Raúl «las canciones nacen en soledad, con mi guitarra, un cuaderno y un lápiz; cuando la canción pasa mi filtro se la mando a Natalia y si la emoción de tener una nueva canción perdura buscamos un tono cómodo y empiezo a maquetar para mandarla a los demás compañeros; en el momento que la canción entra al local deja de ser mía y ya es de todos».
En el otoño de 2018 iniciaron una gira que los llevó a Costello Club en Madrid (18-10-2018), Ambigú Axerquía en Córdoba (17/11/2018), Teatro Alhambra en Granada (22/11/2018) y Actual Festival en Logroño (28/12/2018).

## Discografía

### Larga duración
| Que el mañana sea bueno (6 de febrero de 2017) |                                   |          |  |
| N.º                                            | Título                            | Duración |  |
| 1.                                             | «Dominar el tiempo»               | 3:09     |  |
| 2.                                             | «Tú te vas de mí (por la mañana)» | 2:51     |  |
| 3.                                             | «La vida es triangular»           | 3:21     |  |
| 4.                                             | «La peor verdad»                  | 4:02     |  |
| 5.                                             | «Todos los días son iguales»      | 3:03     |  |
| 6.                                             | «Un día para mí»                  | 3:50     |  |
| 7.                                             | «Que el mañana sea bueno»         | 2:11     |  |
| 8.                                             | «El invierno más frío»            | 3:59     |  |
| 9.                                             | «¿Dónde viviría yo?»              | 3:30     |  |
| 10.                                            | «Stolte parole»                   | 4:03     |  |
| 11.                                            | «Canción protesta»                | 3:23     |  |

| Un gran presentimiento (5 de octubre de 2018) | |          |  |
| N.º                                           | Título | Duración |  |
| 1.                                            | «Yo no tengo nada» | 3:22     |  |
| 2.                                            | «Pasar la tarde» | 2:57     |  |
| 3.                                            | «El amor» | 4:33     |  |
| 4.                                            | «Biografías» | 3:14     |  |
| 5.                                            | «Cobertizo y faltriquera» (El título alude a una calle del barrio del Realejo-San Matías de Granada. Los fragmentos «Qué bueno es el saber que el sol está brillando, mientras que pienso sólo en ti» y «saber que pronto besaré tus dulces labios, hoy que ya vuelvo junto a ti» están tomados de la versión de Los Ángeles del tema '98.6' —compuesto por Tony Powers y George Fischoff, e interpretado por Keith—) | 3:12     |  |
| 6.                                            | «Cualquier día de estos» | 3:24     |  |
| 7.                                            | «Inglaterra» | 3:41     |  |
| 8.                                            | «Que solo lo sepa yo» | 3:05     |  |
| 9.                                            | «Arder en leña ajena» | 3:34     |  |
| 10.                                           | «Canción de amor para la ciencia» | 5:28     |  |

### EP
| Dolorosa (15 de abril de 2014) | |          |  |
| N.º                            | Título | Duración |  |
| 1.                             | «Risparmiando Tempo» | 2:55     |  |
| 2.                             | «La vida es triangular» | 3:27     |  |
| 3.                             | «Canción de vientos y algunas nubes» | 3:37     |  |
| 4.                             | «El gobierno nacional» | 2:55     |  |
| 5.                             | «No te olvides de vivir (decía Goethe)» (Adaptación del poema de Jorge Riechmann titulado "Mil cosas que hay que comprender antes de morir".) | 2:49     |  |
| 6.                             | «La noche en verano» | 3:49     |  |

| Lo que queda de mundo (15 de enero de 2018) |                                                              |          |  |
| N.º                                         | Título                                                       | Duración |  |
| 1.                                          | «El capitalismo» (Adaptación de un poema de Jorge Riechmann) | 3:32     |  |
| 2.                                          | «Perros»                                                     | 3:00     |  |
| 3.                                          | «La cuarta ciudad más visitada del país»                     | 4:08     |  |
| 4.                                          | «Lo que queda de mundo»                                      | 3:32     |  |

### Sencillos
| Dominar el tiempo (23 de enero de 2017) |                     |          |  |
| N.º                                     | Título              | Duración |  |
| 1.                                      | «Dominar el tiempo» | 3:09     |  |

| La cuarta ciudad más visitada del país (28 de marzo de 2017) | |          |  |
| N.º                                                          | Título | Duración |  |
| 1.                                                           | «La cuarta ciudad más visitada del país» (Publicada el 28 de marzo de 2017 como reacción al cierre del bar Ruido Rosa) | 4:08     |  |

| Pasar la tarde (5 de septiembre de 2018) |                  |          |  |
| N.º                                      | Título           | Duración |  |
| 1.                                       | «Pasar la tarde» | 2:57     |  |

| Yo no tengo nada (20 de octubre de 2018) |                    |          |  |
| N.º                                      | Título             | Duración |  |
| 1.                                       | «Yo no tengo nada» | 3:22     |  |

Los diseños de los discos, los carteles de los conciertos y algunas fotos de promo son obra de la fotógrafa, diseñadora y poeta Cristina Ferreiro.

## Miembros
- Natalia Muñoz (voz).
- Raúl Bernal (letra y música, guitarra, teclados y voz).
- Antonio Lomas (batería y percusión).
- Fran Ocete (guitarra acústica).
- Chesco Ruiz (bajo).
- Carlos Marqués (teclados).